# Silurer

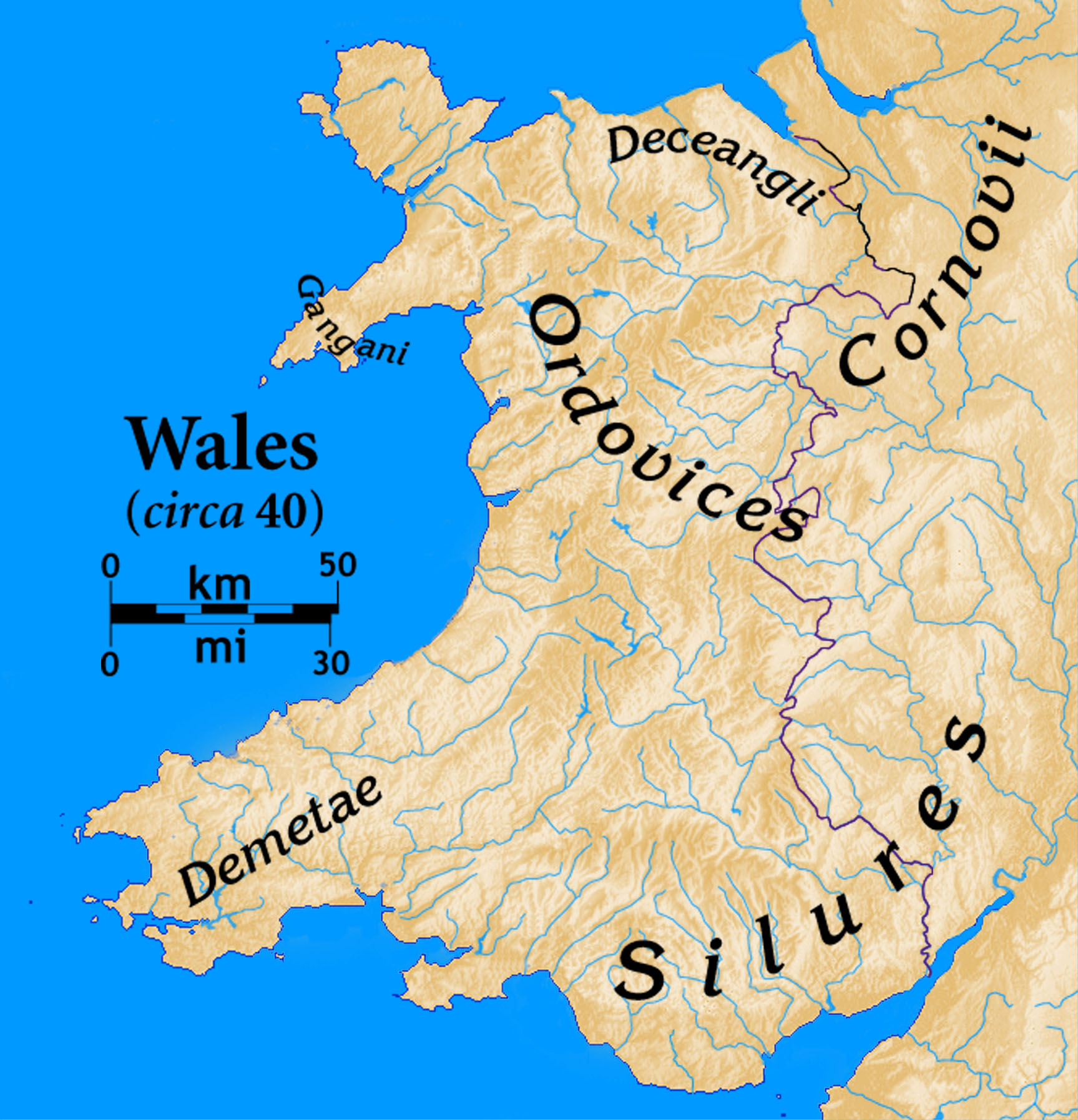
Stammar i Wales vid tidpunkten för den romerska invasionen. Den moderna engelska-walesiska gränsen visas också, som referens.

Silurerna var ett keltiskt folk tillhörande folkstammen britanner. De bodde i det forntida Britannien, i ett område som idag ungefär motsvarar grevskapen Monmouthshire, Breconshire och Glamorganshire i södra Wales, samt möjligen Gloucestershire och Herefordshire i dagens England. Angränsande stammar var i norr ordovikerna, i öster dobunni och i väster demetae. Silurerna gjorde hårt motstånd mot romarna och underkuvades först på 70-talet e.Kr.
Den geologiska perioden silur beskrevs första gången av Roderick Murchison efter undersökningar av berg som ligger i silurernas ursprungliga område, och han namngav den efter folket.